# Каполиккьо, Лино
Ли́но Каполи́ккьо (итал. Lino Capolicchio; 21 августа 1943, Мерано, Венеция Тридентина — 3 мая 2022, Рим) — итальянский актёр, режиссёр и сценарист.

## Фильмография (неполная)

### Актёр
| Год  |   | Русское название                                                 | Оригинальное название                                   | Роль                                    |
| ---- | - | ---------------------------------------------------------------- | ------------------------------------------------------- | --------------------------------------- |
| 1967 | ф | Укрощение строптивой                                             | The Taming of the Shrew                                 | Грегори (в титрах не указан)            |
| 1969 | ф | Приходи как-нибудь вечером поужинать                             | Metti, una sera a cena                                  | Рик                                     |
| 1970 | ф | Сад Финци-Контини                                                | Il giardino dei Finzi Contini                           | Джорджо                                 |
| 1974 | ф | Муссолини: Последний акт                                         | Mussolini ultimo atto                                   | Пьерлуиджи Беллини делле Стелле «Педро» |
| 1975 | ф | Последний день школьных занятий перед рождественскими каникулами | L'ultimo giorno di scuola prima delle vacanze di Natale | Эразмо                                  |
| 1976 | ф | Дом со смеющимися окнами                                         | La casa dalle finestre che ridono                       | Стефано                                 |
| 1978 | ф | Кровавая тень прошлого                                           | Solamente nero                                          | Стефано Д'Арканджело                    |
| 1980 | ф | Лев пустыни                                                      | Lion of the Desert                                      | капитан Бедендо                         |
| 1984 | ф | Трое                                                             | Noi tre                                                 | Леопольд Моцарт                         |
| 1987 | ф | Спрут (м/с, 3-й сезон)                                           | La piovra 3                                             | профессор Маттинера                     |
| 1993 | ф | Флореаль — пора цветения                                         | Fiorile                                                 | Луиджи                                  |
| 1996 | ф | Попутчица                                                        | Compagna di viaggio                                     | Пепе                                    |